# Oedothorax asocialis
Oedothorax asocialis Wunderlich, 1974 è un ragno appartenente alla famiglia Linyphiidae.

## Distribuzione
La specie è stata reperita in Nepal

## Tassonomia
Al 2012 non sono note sottospecie e dal 1974 non sono stati esaminati nuovi esemplari.